# 聖保羅 (巴西)
聖保羅（葡萄牙語：São Paulo，葡萄牙語發音：[sɐ̃w̃ ˈpawlu] ⓘ），巴西東南部州分聖保羅州首府，也是巴西，拉丁美洲乃至南半球最大的都市，市內人口超過1,100萬。據2011年數據，全城人口包含近郊達2,039萬，在世界都會區人口上居第8位。2012年，美國的SinkTank公開發表按照產業、人才、文化、政治等對象來綜合的世界都市排名，聖保羅是居世界33位的都市，特別是另有機構更是給予世界12位高評價。而同國的里約熱內盧則僅次之。
拉丁字母簡寫為SP或S.Paulo（「SP」是「聖保羅州」的簡稱）。對當地居民的稱呼為paulistano，陰性為paulistana。
圣保罗为南美洲最富裕的城市，如同巴黎、纽约等世界大城市一样，各式商品应有尽有，但贫富懸殊及治安等城市问题亦相對严重。
圣保罗除为巴西最大的经济城市，亦为南北物流重镇，道路四通八达。然而，车辆数量太多、交通堵塞等問題，造成一定程度困扰。圣保罗同时與纽约及东京並列世界直升机运输量前三大城市。

## 历史
1554年1月25日耶稣会传教士何塞·安切塔（José de Anchieta）和曼努埃尔·达·诺布雷加（Manuel da Nóbrega）建立了巴西东南面的一个小村，皮拉蒂宁卡村（aldeia de Piratininga），當天是聖保祿宗徒皈依基督的紀念日。在这里曼努埃尔·达·诺布雷加与他的随行者们建立了圣保罗经院（Colégio de São Paulo de Piratininga），致力于改变当地人的信仰，使他们成为天主教的信徒。这个坐落于马尔山（Serra do Mar）悬崖与鐵特河（Rio Tietê）旁，俯视着桑托斯（Santos）港的新殖民地， 渐渐地成为了东南海岸通往西方的天然入口，并最终演变成为了现在的圣保罗州。
17世纪到18世纪，一群自称Bandeirantes（先锋旗手）的探险者为了寻找金矿和钻石穿越拉美大陆。这些人在探索与发现中极大地扩展了巴西的领土范围，使其扩张到超出托尔德西里亚斯线直到今天巴西的疆界。为了纪念他们的贡献，人们立起了很多纪念碑，其中就包括了圣保罗的标志性建筑之一—先锋旗手纪念碑(Monumento às Bandeiras)。
1711年圣保罗正式立市。19世纪期间，圣保罗依靠桑托斯港出口咖啡，并获得了经济的繁荣发展。1881年之后，圣保罗迎来了一股移民潮，这些移民从意大利、日本等各个国家来到新开垦的咖啡农场。20世纪初，国际咖啡价格由于各种因素而暴跌，咖啡贸易开始变得廉价。这促使本地的企业家开始投身于圣保罗的工业发展，而工业的发展让圣保罗又迎来了新的一批移民。
另外一件重要的历史事件是圣保罗大学法学院的创立，它与累西腓法学院并列为巴西最早的学术机构。面对巴西帝国建立之初日益增长的对法律与政治人才的需求，该学院在1828年成立。起初它被安置在一所修道院里面，随着越来越多富裕的巴西人到欧洲选修法律课程，时任巴西帝国皇帝佩德罗一世（Dom Pedro I）决定将其发展成国家法学院。从此它开始接收从全国各地到来的学生，他们为圣保罗清新自由的生活方式增添了一笔光彩，成为圣保罗城市文化的重要组成部分。

## 地理
圣保罗位于巴西高原马尔山南部的一块高地上，平均海拔达800米，但距离海岸线仅70公里。圣保罗市区地形起伏，市区以北是大西洋东南热带雨林，海拔比市区更高。整个圣保罗地区的地质构造都非常稳定，没有明显的地震记录。
切黛河曾经是圣保罗的生活水源之一，但是从20世纪下半叶开始，切黛河和其支流Pinheiros河逐渐被排放量越来越大的生活污水和工业废水污染。现在，一项重要的污水整治计划在以日本国际协力银行为首的多家国际发展银行投资下进行中。圣保罗市内并没有可供航行的河道，但由于切黛河连接着整个拉普拉塔河流域，航运变得越来越重要。
由于圣保罗就在南回归线上，所以每年冬至（南半球夏至）都可以看到直射的太阳。

## 氣候
| 圣保罗              | 圣保罗   | 圣保罗   | 圣保罗   | 圣保罗  | 圣保罗  | 圣保罗  | 圣保罗  | 圣保罗  | 圣保罗  | 圣保罗   | 圣保罗   | 圣保罗   | 圣保罗   |
| 月份                | 1月      | 2月      | 3月      | 4月     | 5月     | 6月     | 7月     | 8月     | 9月     | 10月     | 11月     | 12月     | 全年     |
| ------------------- | -------- | -------- | -------- | ------- | ------- | ------- | ------- | ------- | ------- | -------- | -------- | -------- | -------- |
| 历史最高温 °C（°F） | 33 (91)  | 37 (99)  | 38 (100) | 32 (90) | 29 (84) | 28 (82) | 28 (82) | 33 (91) | 35 (95) | 34 (93)  | 35 (95)  | 32 (90)  | 38 (100) |
| 平均高温 °C（°F）   | 27 (81)  | 28 (82)  | 27 (81)  | 25 (77) | 23 (73) | 21 (70) | 21 (70) | 22 (72) | 22 (72) | 25 (77)  | 25 (77)  | 26 (79)  | 24 (75)  |
| 日均气温 °C（°F）   | 23 (73)  | 23 (73)  | 23 (73)  | 21 (70) | 18 (64) | 17 (63) | 17 (63) | 18 (64) | 18 (64) | 20 (68)  | 21 (70)  | 22 (72)  | 20 (68)  |
| 平均低温 °C（°F）   | 19 (66)  | 19 (66)  | 18 (64)  | 17 (63) | 15 (59) | 13 (55) | 12 (54) | 13 (55) | 13 (55) | 15 (59)  | 17 (63)  | 18 (64)  | 16 (61)  |
| 历史最低温 °C（°F） | 12 (54)  | 13 (55)  | 12 (54)  | 8 (46)  | 2 (36)  | 2 (36)  | 2 (36)  | −2 (28) | 3 (37)  | 7 (45)   | 10 (50)  | 12 (54)  | −2 (28)  |
| 平均降水量 cm（）   | 24 (9.4) | 20 (7.9) | 14 (5.5) | 5 (2.0) | 4 (1.6) | 3 (1.2) | 2 (0.8) | 3 (1.2) | 5 (2.0) | 14 (5.5) | 12 (4.7) | 19 (7.5) | 135 (53) |
| 来源：Weatherbase   |          |          |          |         |         |         |         |         |         |          |          |          |          |

## 社会
2007年通过的《城市清洁法案》（英語：Clean City Law）要求广告牌业主拆除所有大型户外广告牌，迫不得已需要户外广告的情况，也要将面积最小化。广告商估计，他们移走了1.5万个广告牌，当局也拆除了1600多个标志和1300块高耸的金属板。

## 经济
圣保罗是巴西GDP最高的城市，也是南美洲的经济和交通中心，长期以来一直是世界各地的许多大公司和金融机构的所在地，它们的办公场所集中在保利斯塔大道周围和新商业区内。近年来，圣保罗的经济经历了明显的转型：长期以来，工业一直是该市非常普遍的经济活动。然而，在过去的三十年里，圣保罗的经济形象发生了明显的变化：从一个工业性质较强的城市，逐渐发展成为第三产业城市，成为该国的服务和商业中心。例如，巴西官方证券交易所B3的总部就设在圣保罗,奥斯卡·弗莱雷大街则是世界最奢华的街道之一。圣保罗车展、聖保羅時裝周、Couromoda鞋类展会等，更使其成为美洲最具有影响力的时尚之都。

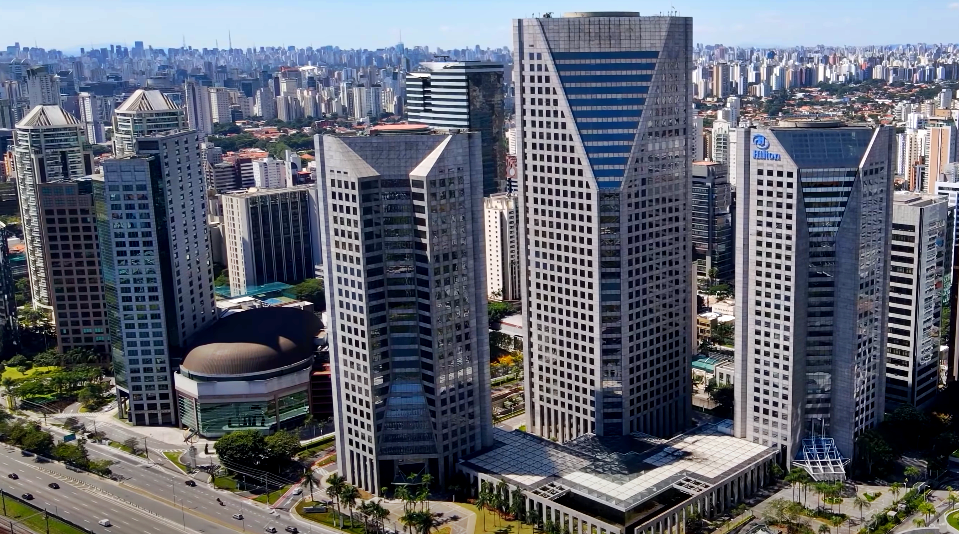
圣保罗德奥利韦拉大桥附近的金融区

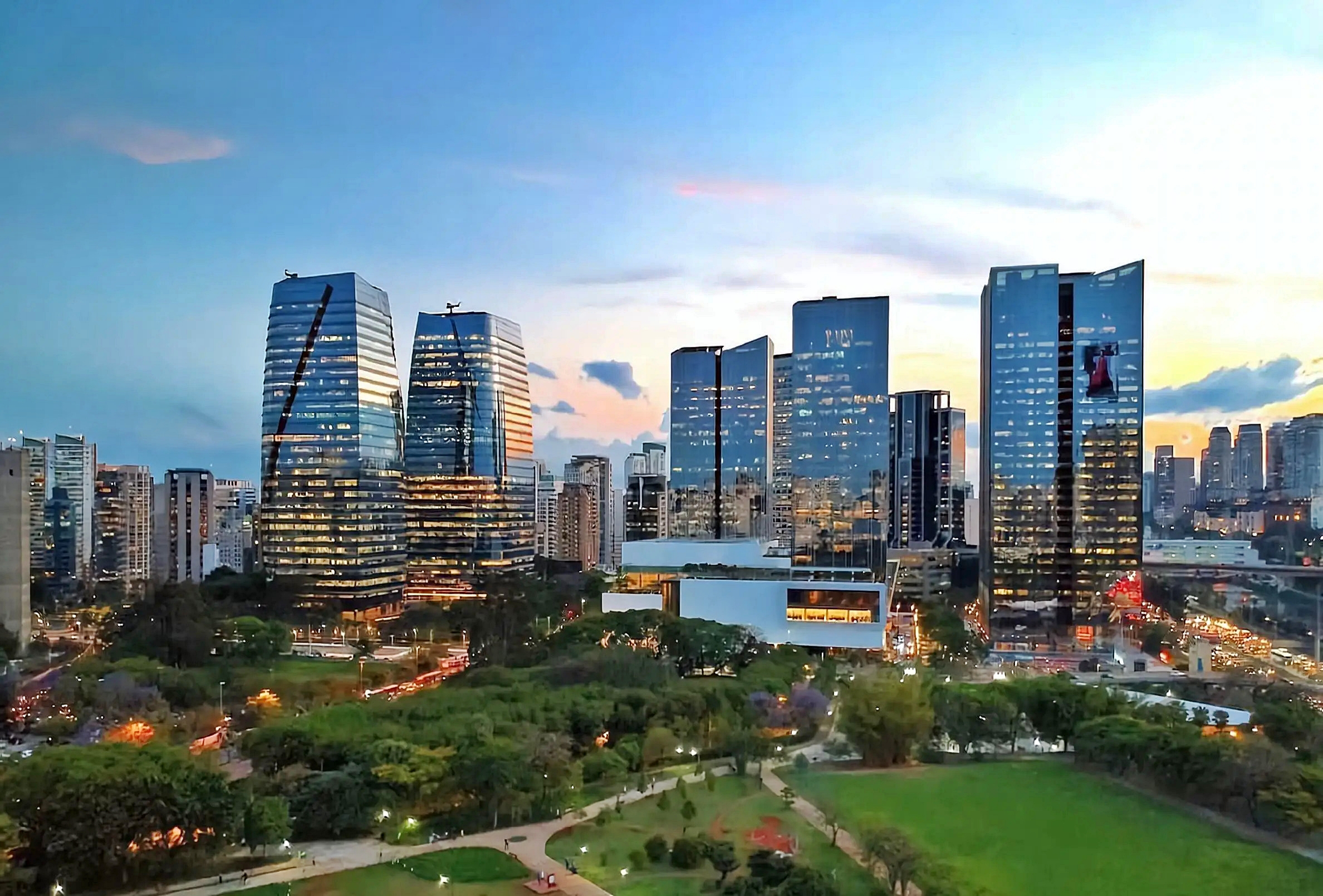
圣保罗人民公园附近

## 交通
聖保羅共有三座機場：聖保羅/瓜魯柳斯－安德烈·弗朗哥·蒙托羅州長國際機場主要營運國際和國內航班，孔戈尼亞斯/聖保羅機場主要負責國內航班，坎普-德馬爾特機場主要為直昇機機場。
市區建有圣保罗地铁，連接各重要區域。郊區則有通勤鐵路聖保羅都市圈鐵路（CPTM）往來市中心。

## 圖片

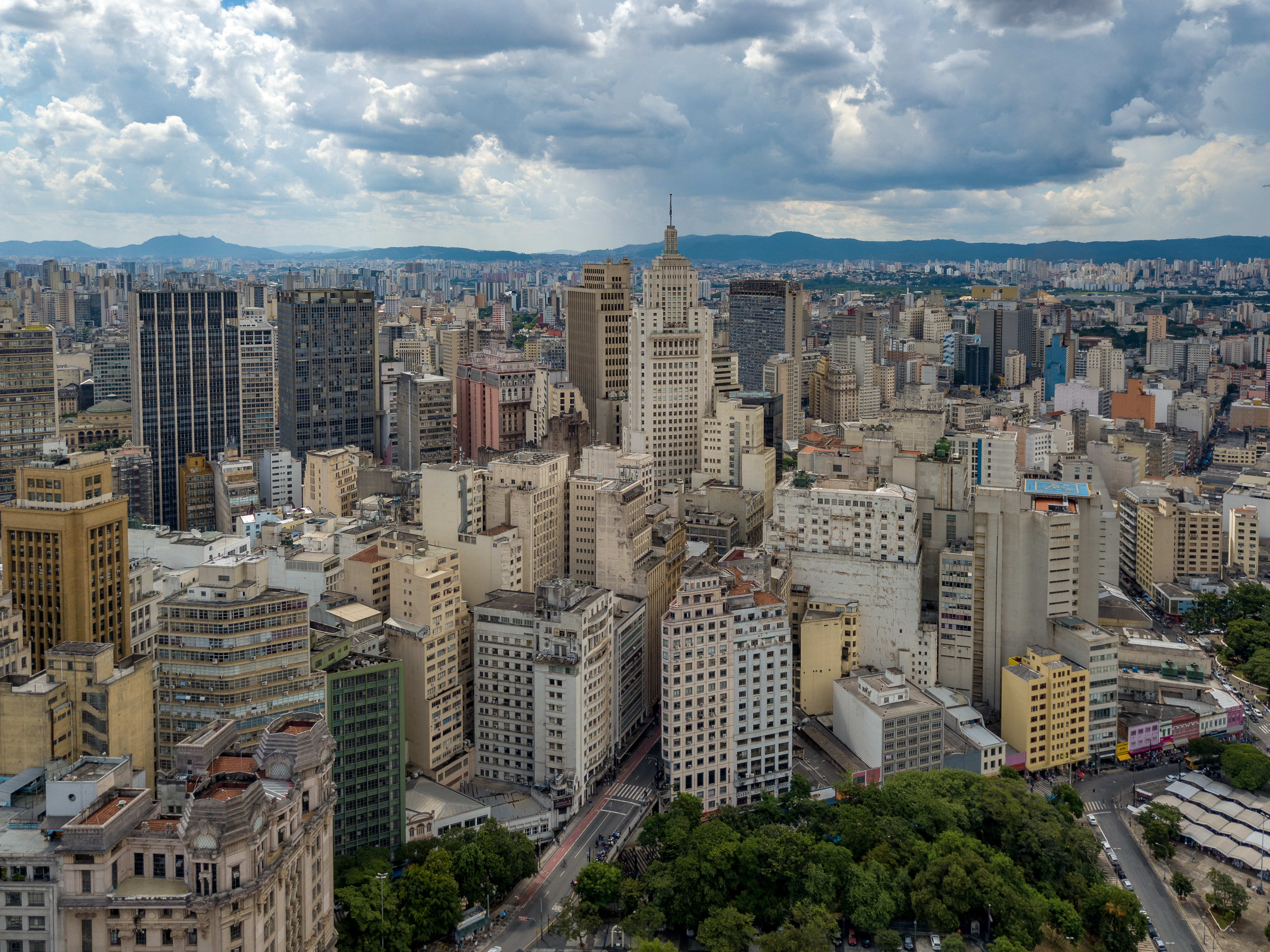
圣保罗
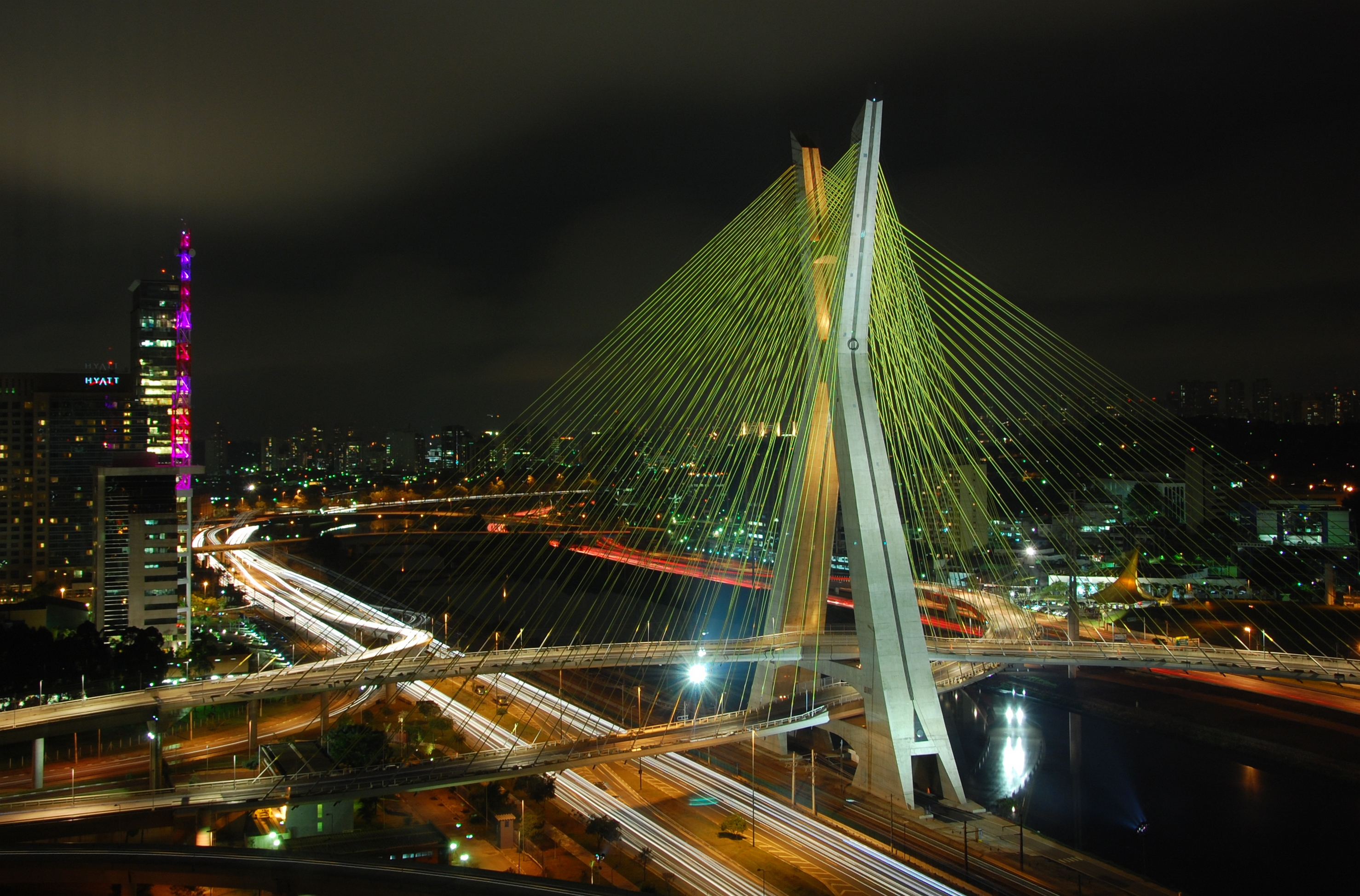
奧克塔維奧·弗里亞斯·德奧利韋拉大橋
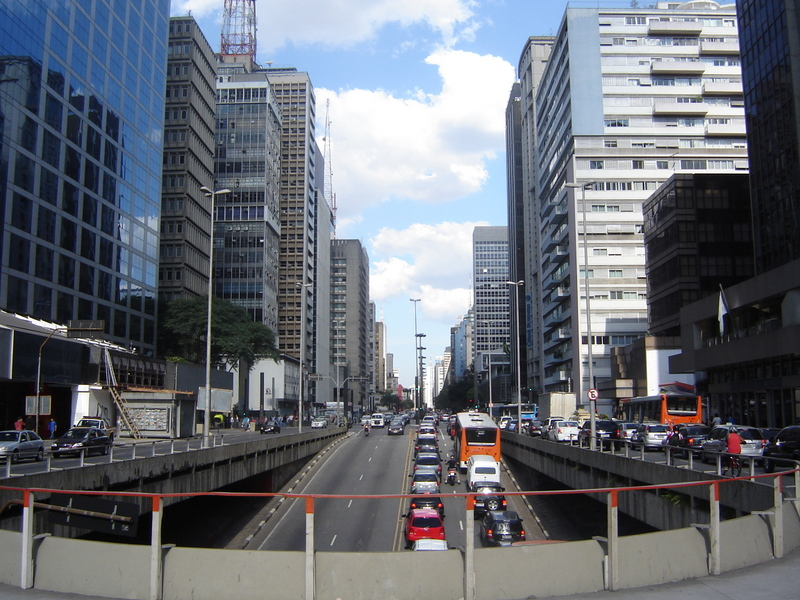
圣保罗人大道
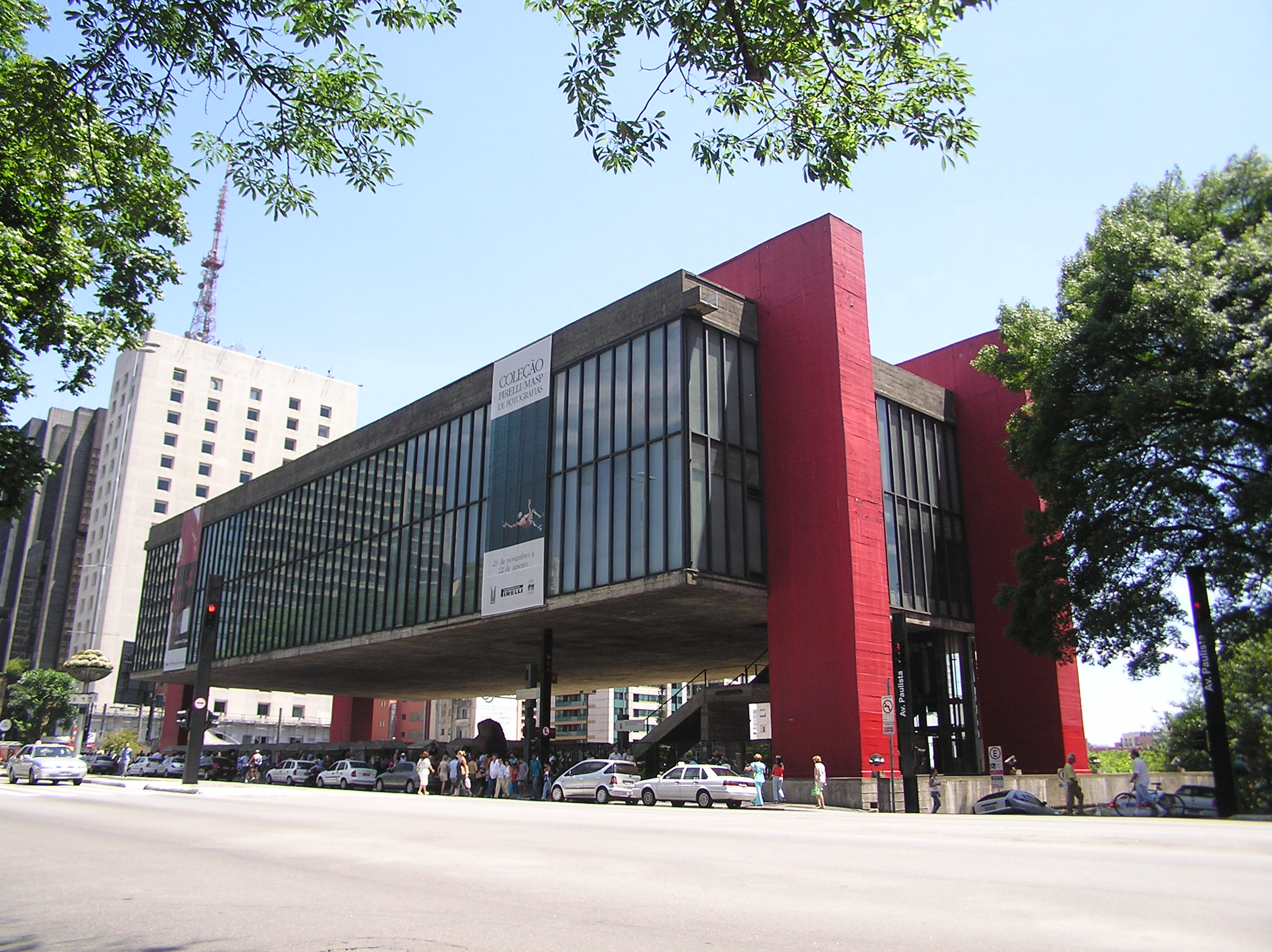
聖保羅藝術博物館
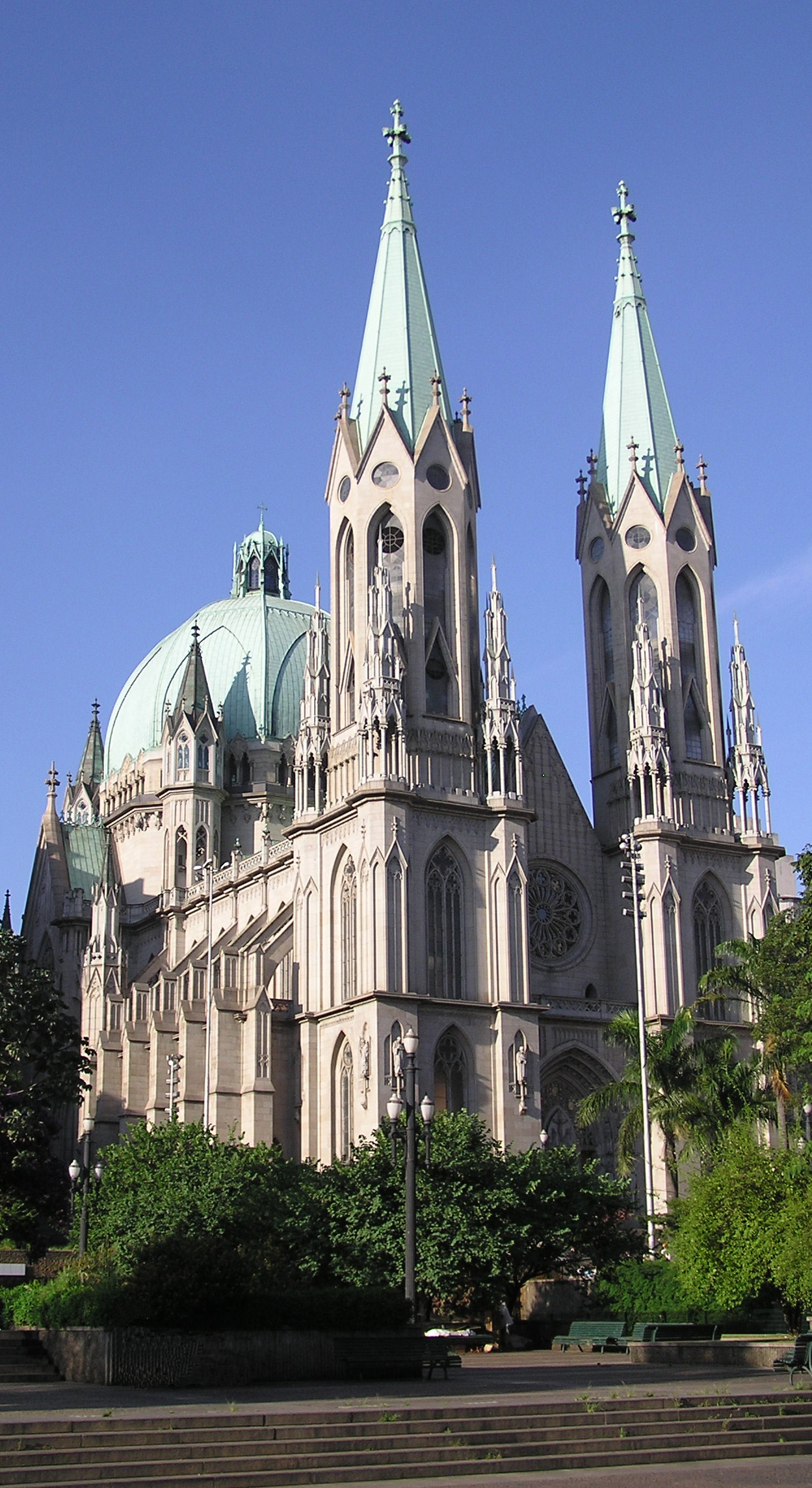
聖保羅主教座堂
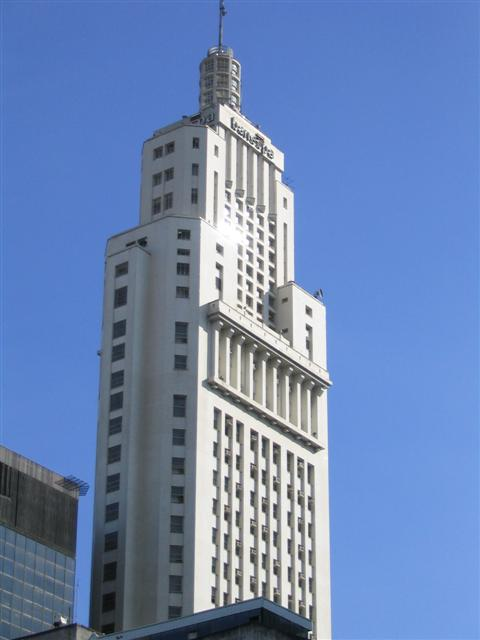
阿爾蒂諾·阿蘭特斯大廈
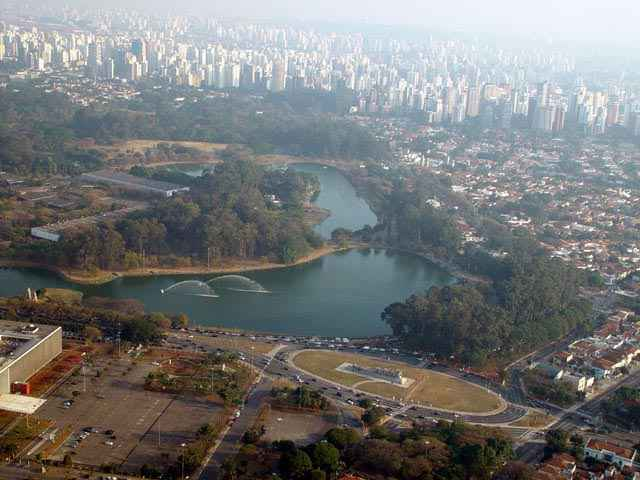
伊比拉布埃拉公園
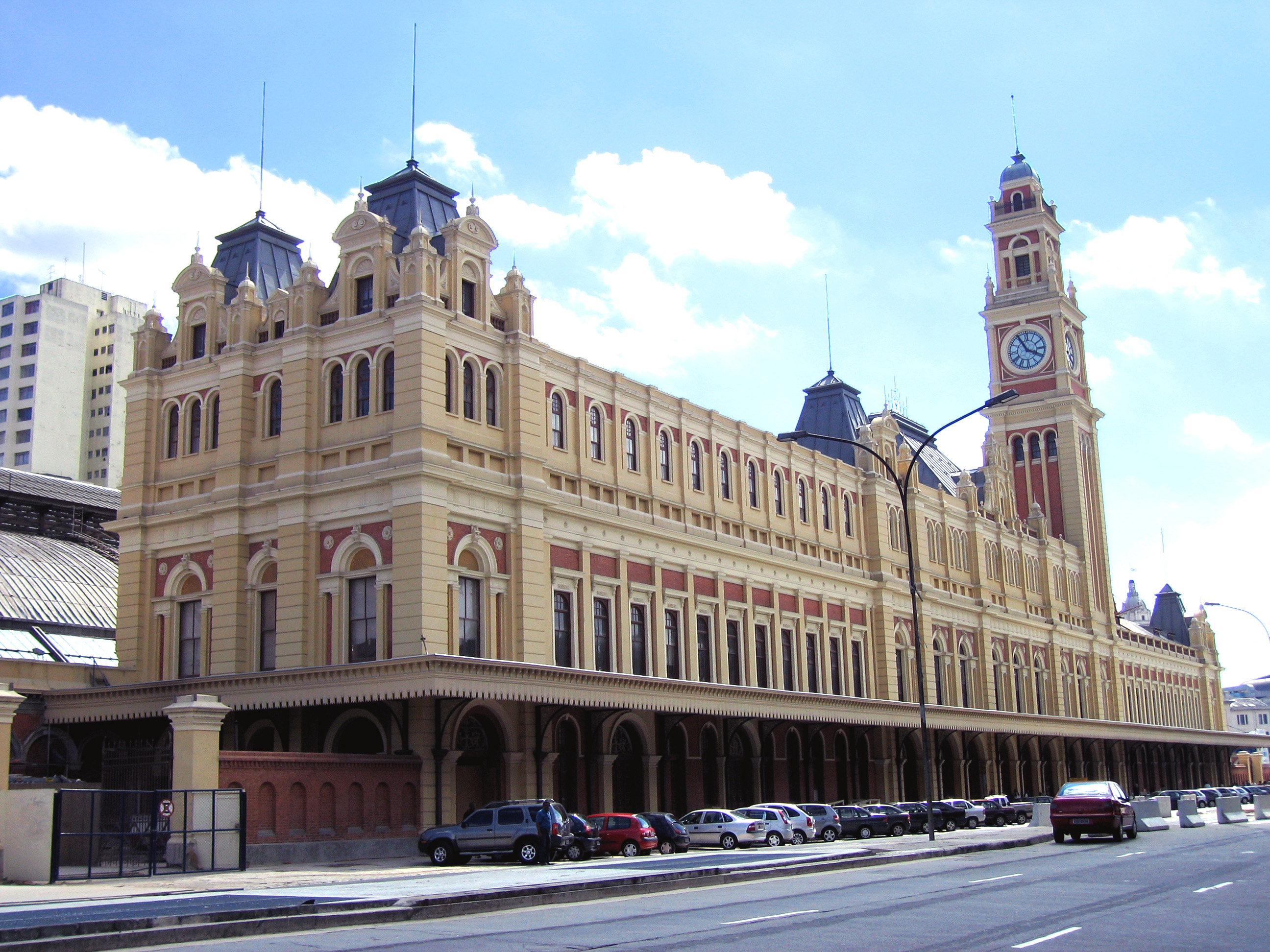
盧茲車站
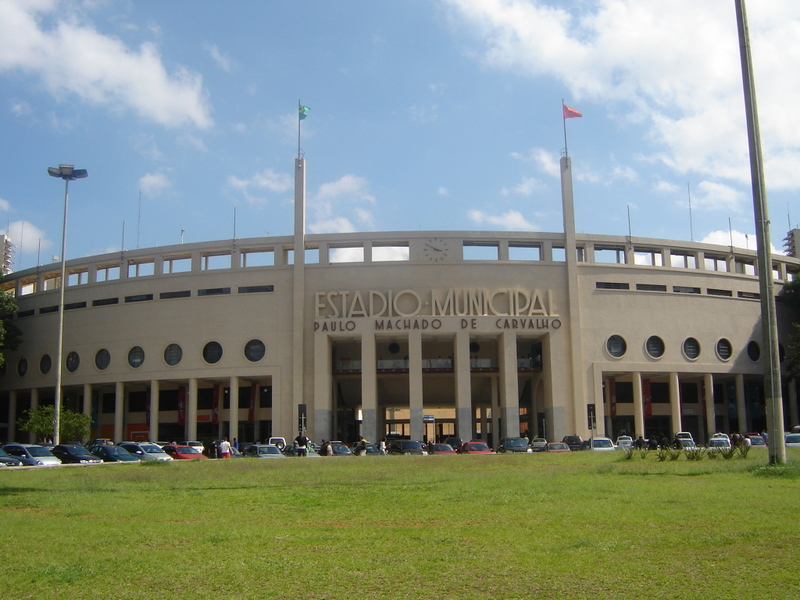
帕卡恩布體育場

## 友好城市
| - 科特迪瓦阿比让 （1981） - 巴西上弗洛雷斯塔 (Alta Floresta) （1995） - 约旦安曼 （1997） - 巴拉圭亚松森 （1998） - 马里巴马科 （2000） - 西班牙巴塞罗那 - 中國上海 (1988) - 黎巴嫩贝鲁特 - 匈牙利布达佩斯 (2000) - 阿根廷布宜诺斯艾利斯 （1999） - 罗马尼亚克卢日纳波卡 (2000) - 葡萄牙科英布拉 (1996) - 西班牙科尔多瓦 (2001) - 叙利亚大马士革 (1999) - 葡萄牙豐沙爾 (1998) - 葡萄牙戈伊什 (2000) - 古巴哈瓦那 (1997) - 南非约翰内斯堡 (1995) - 玻利维亚拉巴斯 (1999) - 阿根廷拉普拉塔 (1988) - 葡萄牙莱里亚 (Leiria) (1996) - 秘鲁利马 | - 葡萄牙里斯本 (1995) - 安哥拉羅安達 (1993) - 中國澳門 (2000) - 阿根廷门多萨 (1998) - 意大利米兰 (1962) - 乌拉圭蒙得维的亚 (2001) - 日本那霸 (1998) - 美国弗吉尼亚州诺福克 (1988) - 日本大阪 (1985) - 法国巴黎 (2004) - 巴拉圭佛朗哥总统城 (1994) - 西班牙圣克里斯托瓦尔-德拉拉古纳 (1990) - 哥斯达黎加圣何塞 - 智利圣地亚哥 (1998) - 西班牙圣地亚哥-德孔波斯特拉 (2000) - 韩国首尔 (1977) - 中國北京 （1999） - 以色列特拉维夫 (2004) - 澳大利亚悉尼 (1997) - 加拿大 多伦多 (1999) - 亚美尼亚埃里温 (1999) - 阿尔及利亚阿尔及尔 (2005) |